# Jinping
Jinping  léase Chin-Ping (en chino simplificado, 金平区; pinyin, Jīnpíng qū)  es un distrito urbano bajo la administración directa de la ciudad-prefectura de Shantou. Se ubica al este de la provincia de Cantón, en el sur de la República Popular China. Su área es de 140 km² y su población total para 2018 fue más de 800 mil habitantes.

## Administración
El distrito de Jinping  se divide en 12 pueblos que se administran en 8 subdistritos.